# I Like How It Feels
Az I Like How It Feels egy dal a spanyol énekes Enrique Iglesias Euphoria albumáról. A dal közösen van a kubai rapperel Pitbullal, amivel így már a harmadik közös daluk is megszületett. A dalt elsősorban Enrique Iglesias és Nadir Khayat írta, 2011. október 4-én jelent meg. A stílusa Dance-pop. A dal először 2011. szeptember 23-án Ausztráliában és néhány európai országban jelent meg digitális letöltésként, az Egyesült Államokban október 4-én.

## Helyezések
| Ország (Chart)                  | Csúcs helyezés |
| ------------------------------- | -------------- |
| Ausztráliában (ARIA)            | 26             |
| Belgium (Ultratop 50 Flanders)  | 49             |
| Belgium (Ultratip Wallonia)     | 12             |
| Kanada (Canadian Hot 100)       | 11             |
| Hollandia (Mega Single Top 100) | 76             |
| Új-Zéland (RIANZ)               | 19             |
| Románia (Romanian Top 100)      | 67             |
| Spanyolország (PROMUSICAE)      | 36             |
| USA (Billboard Hot 100)         | 76             |
| USA (Hot Dance Club Songs)      | 25             |
| USA (Mainstream Top 40)         | 40             |

## Fordítás
- Ez a szócikk részben vagy egészben  az   I Like How It Feels című angol Wikipédia-szócikk fordításán alapul.  Az eredeti cikk szerkesztőit annak laptörténete sorolja fel. Ez a jelzés csupán a megfogalmazás eredetét és a szerzői jogokat jelzi, nem szolgál a cikkben szereplő információk forrásmegjelöléseként.